# Хроники будущего
«Хроники будущего» (англ. Masters of Science Fiction) — научно-фантастический телесериал-антология 2007 года производство США. Сериал состоит из 6 мини-серий, сценарной основой для которых послужили научно-фантастические произведения известных авторов, в том числе Роберта Шекли, Харлана Эллисона.

## Список эпизодов
1. Апокалипсис (англ. A Clean Escape «Идеальный побег»), премьерный показ — 4 августа 2007. Автор истории — Джон Кессел, режиссёр — Марк Ридейл.
2031 год. После всемирной катастрофы на Земле создаются реабилитационные центры. Роберт Хавелмэн (англ. Havelmann; играет Сэм Уотерстон) страдает тяжёлой формой потери памяти (подозревается синдром Корсакова). Видя, что обычное лечение не оказывает на больного должного эффекта, его лечащий врач, майор Дианна Эванс (англ. Deanna; играет Джуди Дэвис) пытается вызвать его воспоминания с помощью шокотерапии — показ обгорелого трупа его жены помогает ему вспомнить кое-что. В процессе развития сюжета выясняется, что Хавелмэн — создатель оружия, уничтожившего жизнь на Земле, последний президент США. Однако после самоубийства Дианны Роберт опять возвращается в «свой 2007 год».
2. Первый контакт (The Awakening), премьерный показ — 11 августа 2007. Автор истории — Говард Фаст, режиссёр — Майкл Петрони.
Неожиданно обнаруженные представители неизвестного вида хотят войти в контакт с людьми при условии всеобщего разоружения. Но власти Земли не знают настоящих намерений инопланетян. Главы США, Китая, России, Франции, Пакистана и Индии по телемосту решают, что делать. Все ядерные пусковые установки США одна за другой отключаются и президент США хочет успеть использовать оставшиеся на пришельцах, боясь, что это подготовка ко вторжению на Землю. Другие главы его отговаривают, говоря, что в случае атаки пришельцев атакуют США.
3. Робот Джерри (Jerry Was a Man), премьерный показ — 18 августа 2007. Автор истории — Роберт Хайнлайн, режиссёр — Майкл Токин.
Богатая семейная пара хочет купить живую игрушку у корпорации, специализирующейся на генной модификации. В Пегасе им отказывают, предлагая взамен крохотного слона. Капризная супруга решает приобрести также и Джерри — списанного биоробота, которого должны были уничтожить через пару часов. Ей позволяют лишь взять его в аренду. Но она хочет отсудить Джерри у корпорации, настаивая на том, что Джерри — человек. В суде адвокат демонстрирует судьям, что Джерри готов подставить другого ради спасения собственной жизни, а также может солгать, если обещать ему нечто, чего он страстно желает: эти качества, пусть и являются отрицательными, но тем не менее характерны для людей, в то время как механизмы их лишены — и выигрывает процесс.
4. Мутанты (The Discarded), премьерный показ — 25 августа 2007. Автор истории — Харлан Эллисон, режиссёр — Джонатан Фрейкс.
Отправленные много лет назад в космическую резервацию, люди-мутанты получают весть с Земли. Их готовы принять обратно, но в том случае, если они согласятся стать донорами для здоровых людей.
5. Машина правосудия (Little Brother), премьерный показ — 2 декабря 2007. Автор истории — Уолтер Мосли, режиссёр — Дарнелл Мартин.
Правосудие полностью автоматизировано. Судья, адвокат и прокурор — программы в памяти центрального компьютера. Человека обвиняют в нападении на полицейского — преступлении, которое карается смертной казнью. Однако на самом деле убитый им полицейский  за секунды до этого застрелил маленькую девочку и беззащитного старика. Обвиняемый требует суда присяжных — и компьютер, найдя закон, требующий предоставить такую возможность, загружает и эмулирует образы сознаний живых людей. Сэмулированные присяжные находят действия подсудимого оправданными — но основная программа не предусматривает исключений, и приговор приводится в исполнение.
6. Страж-птица (также Ликвидатор) (Watchbird), премьерный показ — 9 декабря 2007. Автор одноимённого рассказа — Роберт Шекли, режиссёр — Гарольд Бекер.
Для полного искоренения преступности ученые создают Страж-птиц — вооружённых летающих роботов. Программа этих самообучающихся машин требует от них «предотвращать действия, которые могут привести к гибели разумных существ» — и в процессе самообучения под это определение начинает подпадать всё больше и больше событий. Наконец одна из Страж-птиц не позволяет своему создателю лишить жизни человека — себя самого — единственным доступным ей способом: застрелив его.